# Walter Kolm-Veltée
Walter Kolm-Veltée (27 de diciembre de 1910-8 de marzo de 1999) fue un director de cine austríaco. Dirigió nueve películas entre 1933 y 1959. Era hijo de la también directora Luise Fleck en su primer matrimonio con Walter Kolm-Veltée, un pionero en los primeros años de la televisión.
Se convirtió en un reputado director, productor y guionista. En una primera en la que era habitual en los trabajos de su madre y su padrastro, fundó en 1952 la primera academia de cine de Austriaen la Hochschule für Musik und darstellende Kunst de Viena. Su primera film, un biopic de Beethoven, Eroica, fue rodado en 1949, con Ewald Balser, Oskar Werner y Judith Holzmeister en los papeles protagonistas, es reconocido como uno de las películas más famosas de la historia de Austria.

## Filmografía
- Unser Kaiser (1933)
- The Poacher from Egerland (1934)
- Csardas (1935)
- Eroica (1949)
- Franz Schubert (1953)
- Don Juan (1955)
- Wiener Luft (1958)
- Auch Männer sind keine Engel (1959)
- Panoptikum 59 (1959)